# كيم يو مي (ممثلة)
كيم يو مي (بالكورية: 김유미)‏ هي ممثلة كورية جنوبية. ولدت يوم 12 أكتوبر 1979 في محافظة يانغيانغ في كوريا الجنوبية.

## روابط خارجية
- كيم يو مي (ممثلة) على موقع IMDb (الإنجليزية)
- كيم يو مي (ممثلة) على موقع ميوزك برينز (الإنجليزية)
- كيم يو مي (ممثلة) على موقع قاعدة بيانات الفيلم (الإنجليزية)